# Kondorlegionen
Kondorlegionen (tyska: Legion Condor) var en främlingslegion med frivilliga ur det nazityska flygvapnet som skickades för att stödja Franco i det spanska inbördeskriget. Legionen hade även icke flygburna enheter ur armén och marinen.

## Historia
De första tyska flygplanen anlände till Nordafrika i början av augusti 1936, för att flyga över General Francos trupper till det spanska fastlandet. De tyska hjälpinsatserna ökade kraftigt under de följande månaderna och i början av november formades de officiellt om till Kondorlegionen. Den bestod av 100 flygplan och 5 000 man under ledning av Hugo Sperrle (1885-1953). Som ett resultat av att man roterade de miltitära enheterna var det sammanlagda antalet tyskar som stred i Spanien cirka 20 000. Hitler motiverade det tyska ingripandet med att det var en del av kampen mot kommunismen.
Det spanska inbördeskriget gav tyskarna en chans att testa nya vapen och taktiker - stridsflygplanet Messerschmitt Bf 109, medeltunga bombaren Heinkel He 111 och senare även stuka-bombaren Junkers Ju 87 användes samtliga för första gången i Spanien. Dessa plan spelade alla en viktig roll i andra världskrigets inledande skede. Legionen hade även icke flygburna enheter, såsom pansartrupper utrustade med den lätta stridsvagnen Panzerkampfwagen I (under ledning av Wilhelm von Thoma). Även tyska sjömän fanns på plats för att träna upp Francos flottstyrkor. Ett annat vapen som användes flitigt, både i Spanien och under det följande världskriget, var den så kallade 88:an, en tung luftvärnspjäs som kunde riktas längs marken för att skjuta sönder stridsvagnar. 
Bombandet av staden Guernica den 26 april 1937 ledde till omfattande internationella fördömanden av den tyska inblandningen och inspirerade Pablo Picassos målning Guernica. Även om det inte var den första stad som bombats under kriget var förstörelsens omfattning (med mer än 250 döda och 60 % av bebyggelsen förstörd) en försmak av vad som skulle ske med många städer under andra världskriget. 
Somliga stater uppmuntrade den tyska krigsmaktens krig mot de spanska republikanerna, som i praktiken dominerades av stalinister och andra kommunister. Som tack för hjälpen under inbördeskriget tillät Franco senare att en blå division bildades för att hjälpa Wehrmacht på östfronten i dess kamp mot Stalins Sovjetunionen.

## Sammansättning (November 1936)
- Befälhavare: Generalmajor Hugo Sperrle

Flygenheter (sammanlagt 136 flygplan):
- J/88: Stridplansgrupp med fyra divisioner He 51 (48 plan)
- K/88: Bombplansgrupp med fyra divisioner Ju 52 (48 plan)
- A/88: Spaningsgrupp med fyra divisioner varav:
  - Tre långdistansspaningsenheter med He 70 (18 plan)
  - En kortdistansspaningsenhet med He 45 (6 plan)
- AS/88: Sjöspaningsgrupp med två divisioner varav:
  - En He 59-division (10 plan)
  - En He 60-division (6 plan)
- LN/88: Informationsbataljon med två kompanier.
- F/88: Luftvärnsbataljon med sex batterier:
  - Fyra 8,8 cm FlaK batterier (16 pjäser)
  - Två 2 cm Flak 30 (20 pjäser)
- P/88: Två av Luftwaffes underhållskompanier.

## Personer
- Werner Mölders
- Adolf Galland
- Johannes Trautloft
- Wilhelm von Thoma
- Heinz Trettner
- Wolfram von Richthofen
- Hajo Herrmann
- Oskar Dirlewanger
- Hugo Sperrle
- Hermann Aldinger